# 若葉トリオ
若葉トリオ（わかばとりお）は、主に昭和期に活躍した松竹芸能所属の音頭ショウ。
河内音頭、浪曲、歌謡曲、漫才なんでもありのショウとして1962年12月にトリオ結成。翌年から本格スタートし新世界新花月を皮切りに、神戸松竹座・あべのアポロホール・角座等の松竹主要劇場で活躍。
結成当初のメンバーはみゆき・しげみ・わたるで、多少メンバーの入れ替えを経て最後はみゆき・しげみ・ゆきおとなった。1980年代中期まで活躍。
しげみの色白・小柄でふっくらとした顔で「白豚」、ゆきおの色黒・小柄でふっくらとした顔で「黒豚」と、貶し合う掴みネタで笑いを取った。
1990年代以降、みゆき・しげみの2人が残り、若葉ショウ名義で2001年ごろまで活動した。

## メンバー
- 若葉みゆき（わかばみゆき、1935年 - ）- 本名：小林雪子。

大阪府南河内郡美陵町の生まれ、幼少から河内音頭の櫓に上がる。中学卒業と同時に岡本白梅（後の京はる子）の門下になり岡本八重梅を名乗り1952年に浪曲師として初舞台。節回し、三味線担当、リーダー、立ち位置は中央。
- 若葉しげみ（わかばしげみ、1935年 - ）- 本名：小林境。

石川県小松市の生まれ、高校卒業後に建築会社に勤めながら夜は趣味でバンドを組んでいた。ロマンスレイコショウ、冨士月の栄などのショウに参加後このショウに参加した。トランペット（サポートで節も語った）担当、立ち位置は左。
- 若葉ゆきお（わかばゆきお、1947年 - ）- 本名：芦田孝幸。

京都府福知山の生まれ。わたる（初代）（2代目）脱退後に加入。エレキギターと歌担当、立ち位置は右。

## 元メンバー
- 若葉わたる（初代）（わかばわたる、1939年 - ）- 本名：渡辺俊明。

大阪府大阪市此花区の生まれ、高校中退後社会人を経て日本歌謡学院に入りギターを習得。1952年に冨士月の栄のショウで初舞台。後にこのショウに参加。肺結核の為に廃業。ギター担当。
細身の体で飄々とした雰囲気をかもし出した。
- 若葉わたる（2代目）

後に『平和勝次とダークホース』のリーダー・平和勝次として活躍。同グループが1972年に発売したデビュー曲「宗右衛門町ブルース」は、レコード売り上げ200万枚の大ヒットとなった。